# Anaea arachne
Anaea arachne är en fjärilsart som beskrevs av Pieter Cramer 1775/1776. Anaea arachne ingår i släktet Anaea och familjen praktfjärilar. Inga underarter finns listade i Catalogue of Life.